# Exacum parviflorum
Exacum parviflorum är en gentianaväxtart som beskrevs av Elmer Drew Merrill. Exacum parviflorum ingår i släktet Exacum och familjen gentianaväxter. Inga underarter finns listade i Catalogue of Life.